# Jeremy Soule
Jeremy Soule, né le 19 décembre 1975 à Keokuk (Iowa), est un compositeur et musicien américain. Il travaille principalement pour le jeu vidéo, mais aussi pour le cinéma ou la télévision.
Il a composé entre autres les musiques des séries de jeux vidéo Guild Wars, The Elder Scrolls, Icewind Dale, Harry Potter ou encore des jeux Total Annihilation, Company of Heroes, Neverwinter Nights, Prey, Les Razmoket à Paris et Dungeon Siege.

## Biographie
Soule est né en 1975 à Keokuk, dans l'Iowa, d'un père professeur de musique dans une école publique et d'une mère graphiste. Dès l'âge de cinq ans, il se passionne pour la musique et les orchestres symphoniques,,. Dès son plus jeune âge, il a suivi des cours de piano et s'est passionné pour la musique, allant jusqu'à écrire des notes de musique dans la marge de ses travaux de mathématiques. Quand son père et ses enseignants se sont rendu compte de son talent, il a commencé à prendre des leçons privées avec des professeurs de la Western Illinois University à l'âge de 12 ans,. Il affirme avoir obtenu l'équivalent d'une maîtrise en composition avant de terminer le lycée ; cependant, comme il ne s'est jamais inscrit à l'école, il n'a pas obtenu de diplôme. Lors de la clarification de son projet professionnel, il était confronté à un dilemme entre essayer de devenir pianiste de concert et compositeur ; finalement, c'est la composition qu'il choisit lorsqu'il a réalisé à quel point il serait pénible de mener les deux projets en même temps.
Ses bandes originales sont plusieurs fois récompensées. En 2000, sa partition pour Icewind Dale est primée par IGN et GameSpot. En 2003, Harry Potter et la Chambre des secrets remporte le prestigieux BAFTA Award et s'y ajoutent ensuite des nominations en 2004 (pour Harry Potter et le Prisonnier d'Azkaban), 2006 (The Elder Scrolls IV: Oblivion) et 2011 (The Elder Scrolls V: Skyrim). Il reçoit par ailleurs trois nominations pour Meilleure Composition Originale lors des Interactive Achievement Awards (Harry Potter à l'école des sorciers en 2001, The Elder Scrolls III: Morrowind en 2003, Oblivion en 2007).
Certaines de ses bandes originales sont créées avec l'aide de son frère Julian, également compositeur, avec qui il a par ailleurs fondé en 2000 Artistry Entertainment, société de services audiovisuels et de production musicale. En 2002, Artistry Entertainment est consacré meilleur distributeur de musique pour l'industrie du jeu vidéo par la société d'étude de marché NPD. En 2005, les deux frères fondent DirectSong, site de vente en ligne de leur musique.
En août 2019, Jeremy Soule est accusé par deux anciennes collègues d'agression sexuelle et de harcèlement, pour des faits s'étant produits en 2008 et 2014,.

## Compositions
- Secret of Evermore (1995)
- Total Annihilation (1997)
- Total Annihilation: The Core Contingency (1998)
- Total Annihilation: Kingdoms (1999)
- Giants: Citizen Kabuto (2000)
- Icewind Dale (2000)
- Les Razmoket à Paris, le film (2000)
- Total Annihilation: Kingdoms - The Iron Plague (2000)
- Azurik: Rise of Perathia (2001)
- Baldur's Gate: Dark Alliance (2001)
- Harry Potter à l'école des sorciers (2001)
- Icewind Dale: Heart of Winter (2001)
- Dungeon Siege (2002)
- Harry Potter et la Chambre des secrets (2002)
- Neverwinter Nights (2002)
- SOCOM: US Navy Seals (2002)
- The Elder Scrolls III: Morrowind (2002)
- Star Wars: Bounty Hunter (2002)
- Harry Potter : Coupe du monde de Quidditch (2003)
- Neverwinter Nights: Shadows of Undrentide (2003)
- Star Wars: Knights of the Old Republic (2003)
- Unreal II (2003)
- Harry Potter et le Prisonnier d'Azkaban (2004)
- Kohan II: Kings of War (2004)
- Neverwinter Nights: Hordes of the Underdark (2004)
- Warhammer 40,000: Dawn of War (2004)
- Dungeon Siege II (2005)
- Guild Wars Prophecies (2005)
- Harry Potter et la Coupe de feu (2005)
- Company of Heroes (2006)
- Guild Wars Factions (2006)
- Guild Wars Nightfall (2006)
- Prey (2006)
- The Elder Scrolls IV: Oblivion (2006)
- Warhammer: Mark of Chaos (2006)
- Guild Wars: Eye of the North (2007)
- Supreme Commander (2007)
- Supreme Commander: Forged Alliance (2007)
- IL-2 Sturmovik: Birds of Prey (2009)
- Order of War (2009)
- The Elder Scrolls V: Skyrim (2011)
- Birds of Steel (2012)
- Guild Wars 2 (2012)
- World of Warcraft: Mists of Pandaria (2012)
- War Thunder (2013)
- The Elder Scrolls Online (thème principal, 2014)
- Consortium (2014)
- Dota 2: The International 2015 Music Pack (2015)
- The Gallery: Call of the Starseed (2016)
- Landmark (2016)
- EverQuest Next (2016, jeu annulé)[10]
- The Gallery: Heart of the Emberstone (2017)
- Consortium: The Tower (2018)
- The Northerner Diaries: Symphonic Sketches (2018)